# アジポアミド
アジポアミド (adipamide) は有機化合物の一種で、アミドである。
アジポアミドはアジピン酸とアンモニアとの脱水縮合によって得られる。
{\displaystyle {\ce {HOOC(CH2)4COOH + 2NH3 -> H2NCO(CH2)4CONH2 + 2 H2O}}}
また、アジポアミドからアジポニトリルを経由してヘキサメチレンジアミンが得られる。
{\displaystyle {\ce {H2NCO(CH2)4CONH2->N\equiv C(CH2)4C\equiv {N}+2H2O}}}
{\displaystyle {\ce {N\equiv C(CH2)4C\equiv {N}+4H2->H2N(CH2)6NH2}}}
アジピン酸およびヘキサメチレンジアミンは 6,6-ナイロンの原料となるので、アジポアミドは 6,6-ナイロン製造過程における重要な中間体といえる。